# Necture tacheté
Necturus maculosus
Espèce
Synonymes
- Sirena maculosa Rafinesque, 1818
- Proteus tetradactylus Green, 1818
- Necturus luteus Rafinesque, 1820
- Necturus phosphoreus Rafinesque, 1820
- Phanerobranchus tetradactylus Leuckart, 1821
- Menobranchus sayii Gray, 1825
- Phanerobranchus cepedii Fitzinger, 1826
- Proteus canadensis Hodgkins, 1856
- Siredon hyemalis Kneeland, 1857
- Menobranchus latastei Garnier, 1888
- Necturus maculatus stictus Bishop, 1941

Statut de conservation UICN

 LC  : Préoccupation mineure
Le Necture tacheté, Necturus maculosus, est une espèce d'urodèles de la famille des Proteidae.

## Répartition
Cette espèce se rencontre :
- dans le sud du Canada, dans le sud des provinces de l'Ontario[2], du Manitoba et de Québec;
- dans la moitié Est des États-Unis à l'exception des régions côtières.;
- dans la Nouvelle-Angleterre.

## Habitat
Necturus maculosus vit dans les lacs, réservoirs, canaux, fossés ou ruisseaux et ceci que la végétation y soit présente ou pas. Au Québec, il vit principalement dans le fleuve St-Laurent et autres grands cours d'eau tels la rivière des Outaouais et la rivière Richelieu.
Cette espèce apprécie les eaux à courant calme avec un substrat boueux. L'eau bien oxygénée en aval des radiers est préférée. Sa présence est maximale là où l'environnement lui procure de multiples cachettes comme les éboulis, les tanières d'écrevisses, les racines d'arbres, le dessous des rives. Des observations ont été faites jusqu'à une profondeur de 17 m dans le lac Érié et jusqu'à 27 m dans le lac Michigan.

## Commensalisme
La Mulette du Necturus est une moule dont le développement larvaire dépend de la présence du Necture tacheté.

## Description
C'est une espèce pédomorphique néoténique. Necturus maculosus peut atteindre jusqu'à 500 mm de longueur. Son corps sombre, souvent brun, est irrégulièrement couvert de taches noires. Il conserve toute sa vie ses branchies, qui ressemblent à des bouquets de plumes de couleur rouge.

## Publications originales
- Rafinesque, 1818 : Further accounts of discoveries in natural history, in the western states. American Monthly Magazine and Critical Review, vol. 4, p. 39-42 (texte intégral).
- Bishop, 1941 : Notes on salamanders with descriptions of several new forms. Occasional Papers of the Museum of Zoology, University of Michigan, vol. 451, p. 1-21 (texte intégral).